# Icon (album de Blink-182)
Pour les articles homonymes, voir Icon.
Albums de Blink-182
Dogs Eating Dogs
(2012) California
(2016)
Icon est la deuxième compilation du groupe américain de pop punk Blink-182. Elle est sortie le 19 mars 2013 sous le label Geffen Records.

## Genèse
Icon est une compilation qui fait partie de la série du même nom lancée par Universal Music Group, qui rassemble les meilleurs titres des « artistes majeurs du rock, de la pop, du R&B et de la country ». Blink-182 a alors sorti six album studio au cours de sa carrière et a connu le succès principalement grâce à ses albums Enema of the State et Take Off Your Pants and Jacket, respectivement sortis en 1999 et en 2001.
Icon contient onze singles du groupes, trois de Enema of the State et trois de Take Off Your Pants and Jacket, ainsi que deux tirés de Dude Ranch, sorti en 1997, et trois de Blink-182, sorti en 2003. Avec seulement onze chansons, il est noté que cette compilation n'est pas aussi exclusive que la précédente du groupe, Greatest Hits, sortie en 2005, bien qu'elle contiennent l'essentiel des succès du groupe, comme All the Small Things, What's My Age Again? et The Rock Show.
La pochette de l'album reprend une photographie prise en 2003 par Estevan Oriol durant une session de photographie pour la promotion de l'album Blink-182. L'album, vendu à bas prix, possède un style graphique minimaliste qui « ne propose rien d'excitant esthétiquement » selon le journal New Noise.

## Réception
Gregory Heaney, de AllMusic, attribue quatre étoiles sur cinq à la compilation, notant que celle-ci sonne comme un « le meilleur d'un best-of et qu'elle constitue une excellente porte d'entrée pour ceux qui voudraient se plonger dans le pop punk ». Le magazine New Noise Magazine ne donne que deux étoiles à la compilation, arguant qu'elle ne possède aucune nouveauté et qu'à la fois « les fans absolus et occasionnels du groupe peuvent se permettre d'ignorer Icon pour leur collection ».

## Fiche technique

### Liste des chansons
Toutes les chansons sont écrites et composées par Blink-182.
| Icon  | Icon                                  | Icon                           | Icon  | Icon | Icon | Icon | Icon | Icon | Icon |
| No    | Titre                                 | Album d'origine                | Durée |      |      |      |      |      |      |
| ----- | ------------------------------------- | ------------------------------ | ----- | ---- | ---- | ---- | ---- | ---- | ---- |
| 1.    | All the Small Things (édition single) | Enema of the State             | 2:52  |      |      |      |      |      |      |
| 2.    | Josie                                 | Dude Ranch                     | 3:21  |      |      |      |      |      |      |
| 3.    | Feeling This (édition single)         | Blink-182                      | 2:55  |      |      |      |      |      |      |
| 4.    | Adam's Song                           | Enema of the State             | 4:07  |      |      |      |      |      |      |
| 5.    | Dammit (édition single remixée)       | Dude Ranch                     | 2:49  |      |      |      |      |      |      |
| 6.    | What's My Age Again? (édition single) | Enema of the State             | 2:30  |      |      |      |      |      |      |
| 7.    | The Rock Show                         | Take Off Your Pants and Jacket | 2:52  |      |      |      |      |      |      |
| 8.    | Down (édition single)                 | Blink-182                      | 3:12  |      |      |      |      |      |      |
| 9.    | First Date                            | Take Off Your Pants and Jacket | 2:51  |      |      |      |      |      |      |
| 10.   | Stay Together for the Kids            | Take Off Your Pants and Jacket | 3:59  |      |      |      |      |      |      |
| 11.   | I Miss You                            | Blink-182                      | 3:47  |      |      |      |      |      |      |
| 35:10 |                                       |                                |       |      |      |      |      |      |      |